# Staatsstraße 95
Die Staatsstraße 95  (S 95) ist eine Staatsstraße in Sachsen. Im Bereich der Autobahnanschlussstelle Pulsnitz bis Radeberg soll sie zusammen mit der dort anschließenden Staatsstraße 177 als Ostumfahrung von Dresden dienen.

## Verlauf
Die S 95 führt beginnend im Waldschlösschenviertel in Dresden in nordöstlicher Richtung durch die Dresdner Heide nach Radeberg. Die Radeberger Altstadt umläuft sie nach Querung der Großen Röder nördlich, bevor sie im Nordosten zwischen der Klinik Radeberg und dem Ortsteil Heinrichsthal an die von Süden kommende Ausbaustrecke der S 177 angebunden ist. Hier beginnt auf einer Länge von ca. 4,9 km der 2+1-fahrstreifige Ausbau, der im Oktober 2023 fertig gestellt wurde und an der Anschlussstelle Pulsnitz der Bundesautobahn 4 endet.
Im Osten Lichtenberg umgehend erreicht sie im Südwesten die Meißner Seite von Pulsnitz. Nach der Ortsdurchfahrt führt sie nun deutlicher nach Norden gerichtet nach Kamenz, dessen Ortskern nordwestlich umfahren wird. Zwischen dem dort befindlichen Kreisverkehr am Bahnhof Kamenz und der Kreuzung am Ziegenpark verläuft sie streckengleich mit der Staatsstraße 100.
Die Straße passiert westlich den Flugplatz Kamenz, nachdem sie an dessen Südwestende die S 94 quert. Letztere markiert, den Flugplatz selbst ausgenommen, mit Stand 2023 die nordöstliche Bebauungsgrenze von Kamenz.  Erst ab Oßling weicht der überwiegend nach Norden führende Kurs wieder stärker nach Osten ab, bevor Wittichenau erreicht wird.
Wenig nach Westen verschwungen, führt sie im Norden von Wittichenau auf der letzten Etappe in Nordrichtung nach Dörgenhausen und Klein Neida, beide Ortsteile von Hoyerswerda. Zwischen Wittichenau und Keula und noch einmal in Dörgenhausen quert sie die Schwarze Elster, nebenläufig der Wudra, die in etwa einem Kilometer Entfernung östlich dieser Orte und parallel zur Staatsstraße fließt.

## Geschichte

### Neubau Radeberg – BAB4 (2017–2023)
Für die Anbindung der S 177 nördlich von Radeberg an die BAB 4 erhielt Leppersdorf eine westlich vom Ort verlaufende Ortsumgehung. Die AS Pulsnitz wurde um circa 900 Meter nach Westen verlegt. Das Planfeststellungsverfahren für diesen 6,7 km langen Bauabschnitt wurde 2011 eingeleitet und 2016 abgeschlossen.
Die Bauarbeiten begannen im September 2017 mit dem Baustart am neuen Autobahnzubringer Pulsnitz. Der Ausbau erfolgte im 2+1-System – die Weiterführung der Staatsstraße 95 blieb zweispurig. Der Bauabschnitt wurde in zwei Teilen in Betrieb genommen. Im November 2021 erfolgte die Verkehrsfreigabe des südlichen Abschnitts zwischen der Anschlussstelle Radeberg Nordost (S 158) und der neuen Anschlussstelle Leppersdorf mit einer Länge von ca. 2,2 km. Im November 2022 erfolgte die Verkehrsfreigabe des nördlichen Abschnitts.
Für die nördliche Anbindung von Leppersdorf an die neue S 95 wurde die alte Brücke über die BAB 4 der früheren AS Pulsnitz  bis Oktober 2023 saniert. Die abschließende Verkehrsfreigabe des insgesamt 14 Ingenieurbauwerke umfassenden Streckenneubaus erfolgte mit Beendigung dieses letzten Bauabschnitts am 16. Oktober 2023. Als Teil der Ostumfahrung Dresdens wird von einer Nutzung durch täglich 7.000 bis 14.000 Fahrzeugen, darunter bis zu 1.000 Lkw, ausgegangen. Für das Jahr 2030 werden bis zu 19.000 Fahrzeuge pro Werktag prognostiziert.
Der Verlauf der alten S 95 durch den Ort Leppersdorf und südlich bis Radeberg wurde deklassiert. Er ist in Leppersdorf als Pulsnitzer Straße und Dresdener Straße erhalten. Zwischen den Anschlussstellen Leppersdorf und Radeberg Nordost, als Kamenzer Straße, verbinden zwei neue Brücken Streckenabschnitte des alten Verlaufs, die beidseitig des Neubaus erhalten sind.

## Eigenschaften

Höhenprofil der S 95

Der höchste Punkt der Straße befindet sich mit 349 m Höhe über NHN am Hoellberg südwestlich Pulsnitz. Der niedrigste Punkt liegt in Dörgenhausen mit etwa 118,5 m Höhe über NHN.  Die größten Gradienten finden sich an den Oberen Fischmannsteichen in der Dresdner Heide und zwischen Hoellberg und Pulsnitz.

## Trivia
Bis in die 2020er befand sich an der Staatsstraße 95 beim Bahnübergang Gelenau eine über 500 Jahre alte Eiche mit zuletzt gemessenen 6,67 m Umfang. Das Naturdenkmal wurde ab 2010 wegen eines Risses im Stamm und Verkehrssicherungspflichten über einen Zeitraum von 10 Jahren sukzessive zurückgeschnitten und mit Stand März 2023 verstumpft.